# Willard Webster Eggleston
Willard Webster Eggleston (1863 - 1935 ) fue un agrónomo, botánico y explorador estadounidense, y destacado pteridólogo. En la primera década del siglo XX realizó expediciones al Estado de Georgia en busca de flora micótica.
Trabajo en su primera etapa profesional como agrónomo del US Bureau of Plant Industry en Washington D. C.

## Algunas publicaciones
- 1895. The flora of Mt. Mansfield. Botanical Gazette 20: 72- 75

- Rutland, VT; WW Eggleston. 1901. Vermont plants. 4 pp. (incluye plantas del Monte Washington)

- Eggleston, WW; E Brainerd. 1904. Addenda to the Flora of Vermont. Rhodora 6 : 137-144

- 1909a. The Crataegi of Mexico and Central America. Contributions from the New York Botanical Garden 127: 501-514

- 1909b. New North American Crataegi. Bulletin of the Torrey Botanical Club 36 ( 11) : 639-642

- 1926. The early botanists of the Green Mountains, with an account of C. C. Frost's visit to Mt. Mansfield and Smuggler's Notch, 12 de agosto de 1851. Joint Bulletin Vermont Bot. Bird Club 11: 19-28

### Libros
- Brainerd, E; LR Jones; WW Eggleston. 1900. Flora of Vermont; a list of the fern and seed plants growing without cultivation. Prepared by Ezra Brainerd, L.R. Jones and W.W. Eggleston, committee for the Vermont Botanical Club. xii, 123 pp. En línea

## Honores
Se instituyó el "Willard W. Eggleston Memorial Botany Prize"
- La abreviatura «Eggl.» se emplea para indicar a Willard Webster Eggleston como autoridad en la descripción y clasificación científica de los vegetales.[1]